# Dr. Linus
«Dr. Linus» es el séptimo episodio de la sexta temporada de la serie de televisión Lost. Fue transmitido el 9 de marzo del 2010 por ABC en Estados Unidos y por CTV en Canadá.

## Trama

### En la realidad alternativa
El Dr. Benjamin Linus es profesor de historia en una escuela secundaria. El director Reynolds lo obliga a abandonar las reuniones con cinco alumnos del club de historia para que se dedique a cuidar el salón de estudiantes castigados. Un día, tiene una conversación ruidosa con su compañero, el profesor Lesile Arzt y se queja por la carencia de presupuesto en la escuela, que lo ha convertido en niñero. John Locke, un profesor sustituto, sugiere que Ben sea el director en lugar del actual. 
Mientras imparte una tutoría a su pupila estrella, Alex, Ben se entera de que el rector es amante de la enfermera de la escuela. Con la ayuda de Artz, Ben consigue los emails del director con la enfermera e intenta chantajearle para que dimita y ocupar su puesto, sin embargo, Reynolds lo amenaza con no escribir la carta de recomendación que necesita Alex para entrar en la Universidad. Ben, poco dispuesto a sacrificar el futuro de Alex, retrocede. Ben además cuida de su padre enfermo, quien afirma que le habría ido mejor si se hubieran quedado trabajando con la Iniciativa Dharma.

### En la isla
Ben, Ilana, Miles, Sun y Frank Lapidus huyen de El Templo hacia la playa, después del ataque devastador del Hombre de negro. Usando la habilidad de Miles para comunicarse con los restos de los muertos, Ilana descubre que Ben mató a Jacob. Ilana dice que Jacob era como un padre para ella y después de llegar al sitio del antiguo campamento en la playa, ata a Ben a un árbol y a punta de fusil le ordena cavar su propia tumba pues lo ejecutará por haber matado a Jacob. 
El Hombre de negro llega e intenta reclutar a Ben nuevamente, indicando que él quisiera que Ben asumiera el control la isla una vez que la abandonen el Hombre de negro con sus hombres; luego libera a Ben que corre para tratar de huir. Ilana alcanza a Ben, que desea solamente explicarle por qué mató a Jacob: estaba enojado y entristecido porque él eligió la isla en vez de salvar a su hija Alex y no podía perdonarse por su muerte pues estaba confundido porque temía perder el liderazgo en la isla, sin embargo a Jacob no le había importado su sacrificio. Ilana se conmueve y permite que Ben regrese a su grupo. 
Jack y Hugo habían decidido volver a El Templo pero en el camino se encuentran a Richard Alpert, que los lleva a la Roca Negra, el barco del siglo XVIII que naufragó en la isla. Richard pide a Jack que lo ayude a suicidarse (él solo no puede debido a su don) porque desde que Jacob murió su vida no tiene sentido. Intenta matarse usando dinamita, pero no puede hacerlo porque la mecha se apaga antes de terminarse. Jack lo convence de que están en la isla por una razón y por eso no pueden morir; viajan de nuevo a la playa y se unen a Ilana y al resto del grupo que está allí. Mientras tanto, Miles ha desenterrado los diamantes que estaban en la tumba de Nikki y Paulo.
Mientras el grupo se ocupa de arreglar el campamento, se ve el periscopio de un submarino que llega a la isla. Ahí está Charles Widmore.